# Miguel Ubeto
Miguel Armando Ubeto Aponte (* 2. September 1976 in Caracas) ist ein venezolanischer Radrennfahrer.

## Sportlicher Werdegang
Miguel Ubeto konnte 2002 zwei Etappen bei der Vuelta a la Independencia Nacional für sich entscheiden. 2004 war er bei einer Etappe der Vuelta al Táchira erfolgreich und er wurde Dritter im Straßenrennen der Panamerikanischen Meisterschaft. Im nächsten beiden Jahr gewann er je ein Teilstück der Vuelta a Venezuela. Außerdem gewann er jeweils eine Etappe der Vuelta a la Independencia Nacional und der Vuelta Internacional al Estado Trujillo. Es folgten Etappenerfolge bei der Vuelta al Táchira, der Kuba-Rundfahrt und der Tour de Guadeloupe. 2011, in seinem erfolgreichsten Jahr, wurde er venezolanischer Meister und gewann sechs Rennen auf der UCI America Tour, womit er sich auch den Gewinn der Gesamtwertung sicherte.
Nach seinen Erfolgen erhielt er zur Saison 2012 – erst im Alter von 35 Jahren – einen Vertrag beim italienisch-venezolanischen UCI Professional Continental Team Androni Giocattoli-Venezuela, für das er erneut bei der Vuelta al Táchira und der Vuelta a Venezuela erfolgreich war. Zur Saison 2013 wechselte er in die UCI WorldTour zum Team Lampre-Merida.  
Am 15. Mai 2013 wurde bekannt, dass Ubeto positiv auf GW1516 getestet wurde, worauf er von seinem Team provisorisch suspendiert wurde. Nach eigener Aussage wurde das Mittel nach einem Armbruch im Januar 2013 durch die behandelnden Ärzte verordnet, und er war sich zu diesem Zeitpunkt des Verbotes nicht bewusst. Im Juli wurde Ubeto für zwei Jahre gesperrt, später wurde die Sperre auf 14 Monate reduziert.
Seit Ablauf seiner Sperre fährt Ubeto wieder für verschiedene venezolanische Vereine vorrangig bei Rennen in seiner Heimat. 2018 und 2021 gewann er noch einmal eine Etappe bei der Vuelta a Venezuela. International trat er nur noch mit der Nationalmannschaft in Erscheinung. 2015 gewann er bei den Panamerikanischen Spielen die Goldmedaille im Straßenrennen. 2016 startete er bei den Olympischen Sommerspielen im Straßenrennen, beendete das Rennen jedoch nicht.

## Erfolge
2004
- eine Etappe Vuelta al Táchira

2005
- eine Etappe Vuelta a Venezuela

2007
- eine Etappe Vuelta a Venezuela

2009
- eine Etappe Vuelta al Táchira

2010
- zwei Etappen und Mannschaftszeitfahren Vuelta al Táchira
- eine Etappe Vuelta a Cuba
- eine Etappe und Mannschaftszeitfahren Tour de Guadeloupe

2011
- zwei Etappen Vuelta al Táchira
- Copa Federación Venezolana de Ciclismo
- Venezolanischer Meister – Straßenrennen
- zwei Etappen Vuelta a Venezuela
- eine Etappe Tour de Guadeloupe
- Gesamtwertung UCI America Tour
- Panamerikanische Spiele – Straßenrennen

2012
- eine Etappe Vuelta al Táchira
- Venezolanischer Meister – Straßenrennen
- Gesamtwertung Vuelta a Venezuela

2015
- Clásico FVCiclismo Corre Por la VIDA
- Panamerikanische Spiele – Straßenrennen

2018
- eine Etappe Vuelta a Venezuela

2021
- eine Etappe Vuelta a Venezuela